# Palácio de Livadia
O Palácio de Livadia (em russo:  ивадийский дворец, em ucraniano:  Лівадійський палац) foi um retiro de verão do último czar russo, Nicolau II, e sua família em Livadiya, na Crimeia. A Conferência de Yalta foi realizada lá em 1945, quando o palácio abrigou os apartamentos de Franklin Delano Roosevelt e outros membros da delegação americana - a delegação russa estava hospedada no Palácio Yusupov, e os britânicos no Palácio Vorontsov cerca de cinco milhas de distância. Hoje, o palácio abriga um museu, mas às vezes é usado para encontros internacionais.

## História

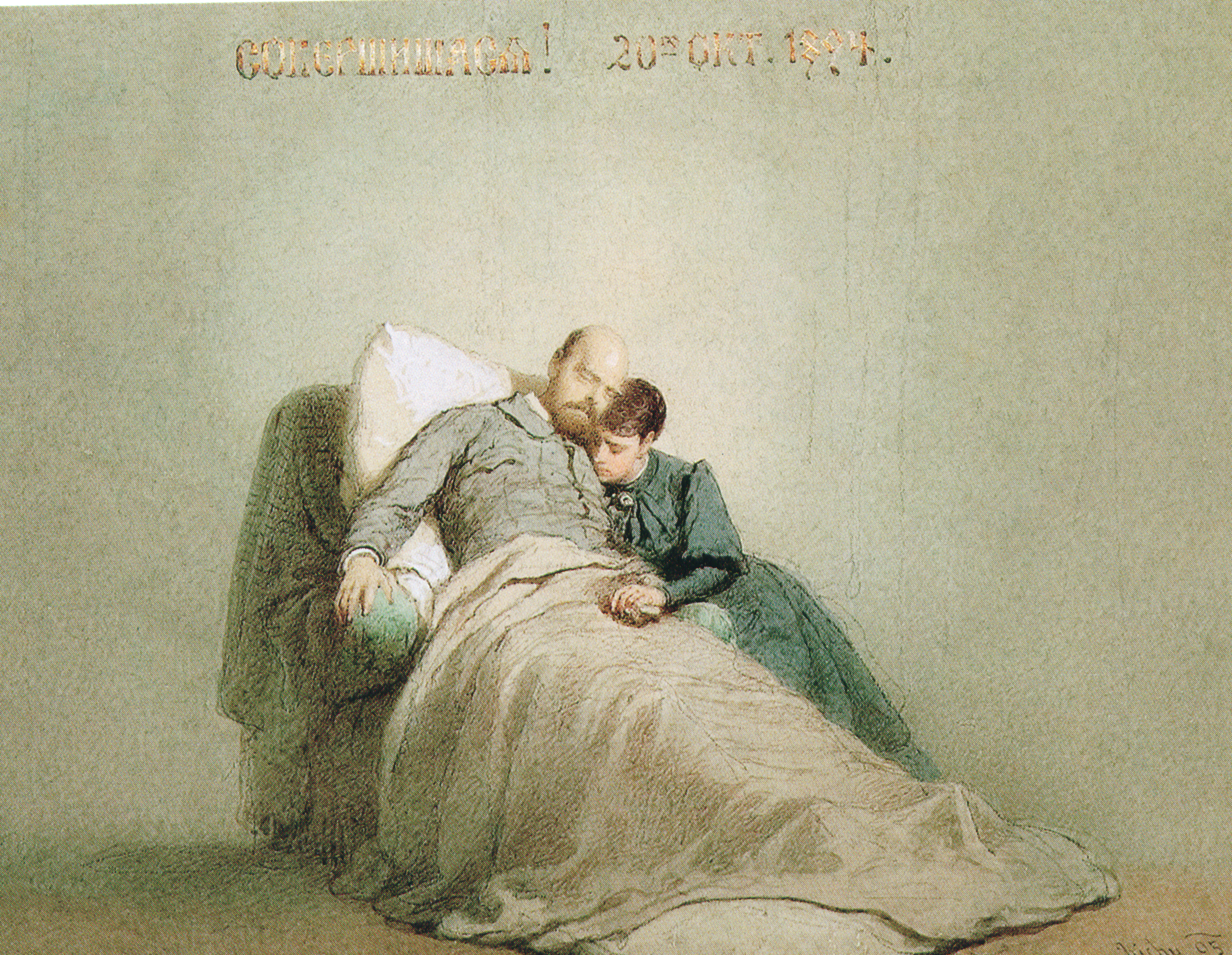
Alexander III com sua esposa, 1895

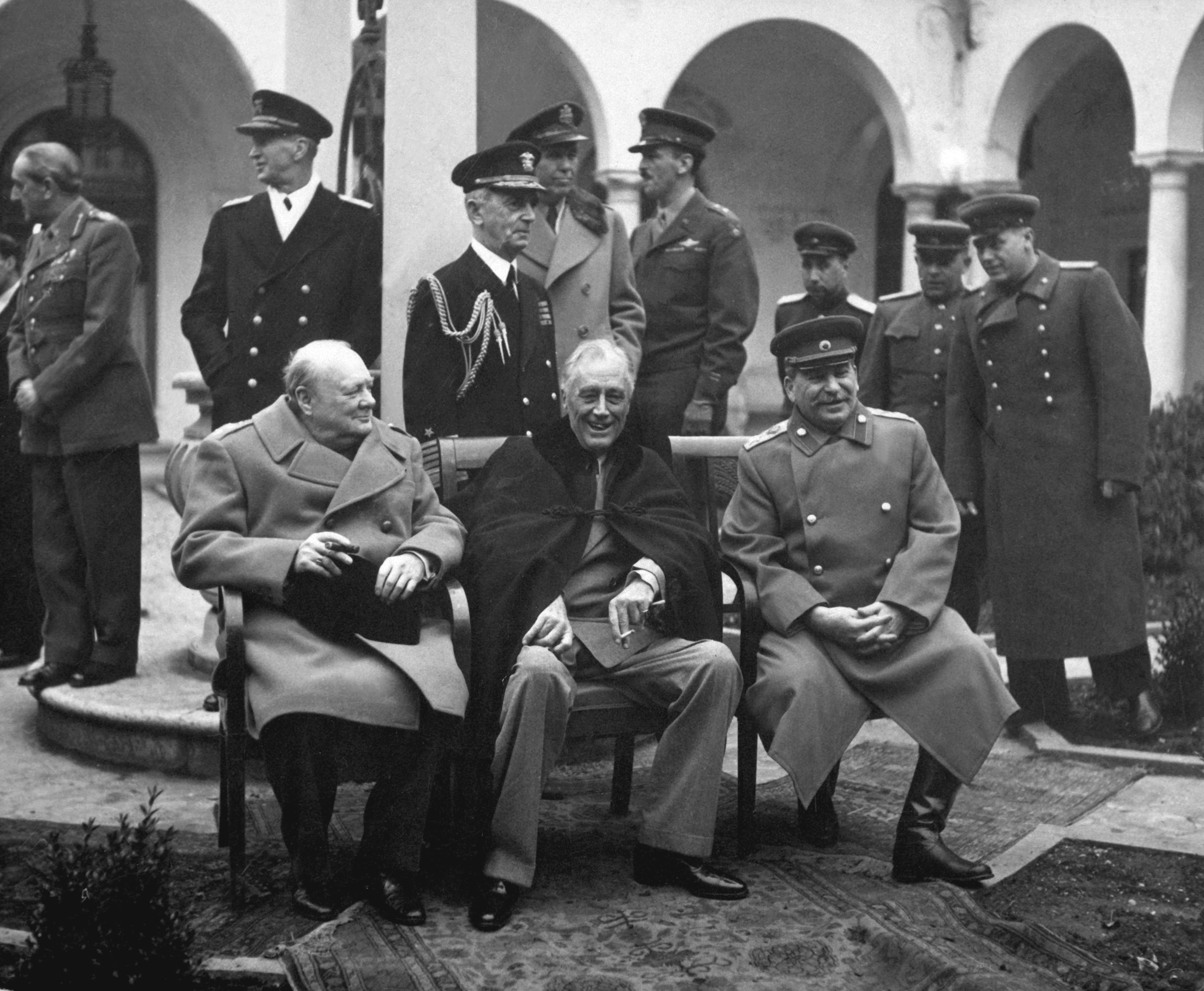
Conferência de Yalta em fevereiro de 1945

Outrora concedida a Lambros Katsonis e posteriormente propriedade da família Potocki, a propriedade Livadia tornou-se uma residência de verão da família imperial russa na década de 1860, quando o arquiteto Ippolito Monighetti construiu um grande palácio, um pequeno palácio e uma igreja lá. A residência era frequentada por Alexandre II da Rússia, enquanto seu sucessor Alexandre III morava (e morreu) no palácio menor. Seu filho Nicolau II decidiu demolir o palácio maior e substituí-lo por uma estrutura maior. (O palácio menor foi preservado, como o local da morte de seu pai, mas foi posteriormente destruído durante a Segunda Guerra Mundial.)
Por volta de 1909, Nikolay Krasnov, o arquiteto mais elegante de Yalta, responsável pelas grandes residências ducais em Koreiz, foi contratado para preparar os planos de um novo palácio imperial. O diário do czar indica que o projeto foi muito discutido na família imperial; foi decidido que todas as quatro fachadas do palácio deveriam ser diferentes. Após 17 meses de construção, o novo palácio foi inaugurado em 11 de setembro de 1911. Em novembro, a grã-duquesa Olga Nikolaevna celebrou seu 16º aniversário em Livadia.
Após a Revolução de fevereiro de 1917, a mãe de Nicolau, a imperatriz viúva Maria Feodorovna, fugiu para Livadia com alguns outros membros da família imperial. Eles foram finalmente resgatados pelo navio britânico HMS Marlborough, enviada pelo sobrinho de Maria Feodorovna, o rei George V.
Durante a Segunda Guerra Mundial, uma cerimônia que marcou a conclusão bem-sucedida da Campanha da Crimeia Alemã (1941-1942), com a captura de Sebastopol pelo 11º Exército alemão sob o comando do General Erich von Manstein, e a promoção de Manstein ao posto de Generalfeldmarschall (marechal de campo), foi realizado no jardim do Palácio de Livadia em 6 de julho de 1942. Os participantes incluíram oficiais, suboficiais e soldados que foram condecorados com a " Ritterkreuz " (Cruz de Cavaleiro) alemã e a "Deutsches Kreuz em Ouro" (Cruz Alemã em Ouro).
O palácio já foi usado como uma instituição mental e agora é um museu histórico. A maioria dos móveis históricos foi perdida, mas qualquer coisa que foi recuperada pode ser vista por uma pequena taxa. Em agosto de 2007, o palácio foi reconhecido como um marco da história moderna pelo projeto Sete Maravilhas da Ucrânia. 
Numerosas conferências acadêmicas foram realizadas no palácio. A equipe do Palace publica ativamente suas pesquisas.  Os visitantes estão particularmente interessados nos eventos de 1945.
Em 18 de novembro de 2017, no 123º aniversário do enterro do czar Alexandre III, o presidente russo Vladimir Putin dedicou um monumento a Alexandre III no palácio Levadia. Putin disse em parte: "Alexandre III amava a Rússia e acreditava nela e, abrindo este monumento hoje, prestamos homenagem a seus feitos, realizações e méritos, expressamos nosso respeito pela história indissolúvel de nosso país, por pessoas de todas as classes e classes que honestamente serviram à pátria".
Foi neste palácio que a primeira longa-metragem russa, A Defesa de Sebastopol, fez a sua estreia em 1911.